# Ratna Lingpa
Tertön
Langdro Könchok Jungné
Ratna Lingpa (tibétain : རཏྣ་གླིང་པ་, Wylie : rat na gling pa, THL : ratna lingpa, ratna (रत्‍न) signifie joyau en sanskrit) 2 août 1403 — 1478) est un tertön et un maître du bouddhisme tibétain, enseignant, qui a rassemblé des écrits importants. Il est connu aussi pour avoir eu des visions le long de sa vie.

## œuvres
- tibétain : རྙིང་མ་རྒྱུད་འབུམ, Wylie : rnying ma rgyud 'bum, THL : Nyingma Gyübum, une collection de textes relatifs aux trois tantras internes ;
- tibétain : མཛད་པ་བཅུ་གཅིག, Wylie : mdzad pa bcu gcig, THL : Dzepa Chuchig, Les onze actions de Padmasambhava, une biographie ;
- tibétain : སངས་རྒྱས་ལག་བཅངས, Wylie : sangs rgyas lag bcangs, THL : Sangye Lakchang, Placer l'illumination dans la paume de la main.

### Source
- Victor Chan, Tibet: guide du pèlerin, Éditions Olizane, 1998, page 756.